# Västra Hävlungen
Västra Hävlungen är en sjö i Hudiksvalls kommun och Ljusdals kommun i Hälsingland och ingår i Delångersåns huvudavrinningsområde. Sjön är 17,1 meter djup, har en yta på 0,291 kvadratkilometer och befinner sig 347,2 meter över havet. Sjön avvattnas av vattendraget Haverbäcken.

## Delavrinningsområde
Västra Hävlungen ingår i det delavrinningsområde (686924-152584) som SMHI kallar för Inloppet i Norrhavrasjön. Medelhöjden är 278 meter över havet och ytan är 18,37 kvadratkilometer. Det finns inga avrinningsområden uppströms utan avrinningsområdet är högsta punkten. Haverbäcken som avvattnar avrinningsområdet har biflödesordning 2, vilket innebär att vattnet flödar genom totalt 2 vattendrag innan det når havet efter 76 kilometer. Avrinningsområdet består mestadels av skog (88 procent). Avrinningsområdet har 0,44 kvadratkilometer vattenytor vilket ger det en sjöprocent på 2,4 procent.